# 圣昂热勒
圣昂热勒（法語：Saint-Angel，法語發音：[sɛ̃.t‿ɑ̃ʒɛl]）是法国阿列省的一个市镇，位于该省西部，属于蒙吕松区。

## 地理
圣昂热勒（46°21'27"N, 2°41'51"E）面积25.27 平方千米，位于法国奥弗涅-罗讷-阿尔卑斯大区阿列省，该省份为法国中部省份，北起涅夫勒省、西北接谢尔省，西南至克勒兹省，南至多姆山省，东南临卢瓦尔省，东临索恩-卢瓦尔省。
与圣昂热勒接壤的市镇（或旧市镇、城区）包括：比兹讷耶、尚布莱、德讷耶莱米讷、代塞尔蒂讷、杜瓦耶、蒙吕松、内里莱班、圣维克托、韦尔内。

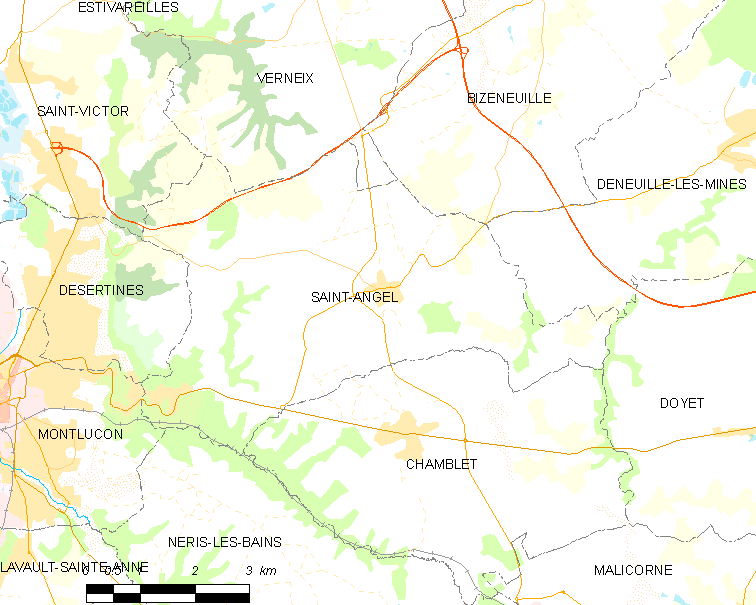
圣昂热勒的OSM定位图

圣昂热勒的时区为UTC+01:00、UTC+02:00（夏令时）。

## 行政
圣昂热勒的邮政编码为03170，INSEE市镇编码为03217。

## 政治
圣昂热勒所属的省级选区为科芒特里县。

## 人口

1962-2008年间圣昂热勒人口变化图示

圣昂热勒于2022年1月1日时的人口数量为753人。